# Новые Марковичи
Новые Марковичи (бел. Новыя Маркавічы) — деревня в Жлобинском районе Гомельской области Белоруссии. Административный центр Новомарковичского сельсовета.
Около деревни есть месторождение глины.

## География

### Расположение
В 34 км на юг от районного центра и железнодорожной станции Жлобин (на линии Бобруйск — Гомель), 83 км от Гомеля.

## Гидрография
На севере Шихово-Гелинский канал.

## Транспортная сеть
Транспортные связи по просёлочной, затем автомобильной дороге Стрешин — Гомель. Планировка состоит из прямолинейной улицы, ориентированной с юго-востока на северо-запад. На севере короткая, широтной ориентации, улица. Застройка двусторонняя, деревянная, усадебного типа. В 1986 году построены 100 кирпичных домов, в которых разместились переселенцы из загрязнённых радиацией в результате катастрофы на Чернобыльской АЭС мест, преимущественно из деревни Чапаевка Наровлянского района.

## История
По письменным источникам известна с конца XIX века как деревня в Рогачёвском уезде Могилёвской губернии. В 1910 году в наёмном доме открыта земская школа. Большие убытки нанесены пожаром 2 октября 1924 года, когда сгорело 36 строений в 12 дворах.
С конца 1924 года центр Новомарковичского сельсовета Жлобинского, с 28 июня 1939 года Стрешинского, с 17 декабря 1956 года Жлобинского районов Бобруйского (до 26 июля 1930 года) округа, с 20 февраля 1938 года Гомельской области. В 1929 году организован колхоз «12 лет Октябрьской революции», работали 2 ветряные мельницы, конная круподробилка, кузница. Во время Великой Отечественной войны в сентябре 1941 года и сентябре 1943 года оккупанты убили 18 жителей, а в 1943 году сожгли 33 двора. В боях около деревни в 1943-44 годах погибли 279 советских солдат и партизан, в память о которых в 1955 году около здания исполкома сельсовета установлена скульптура солдата. 84 жителя погибли на фронте. В 1966 году к деревне присоединена деревня Микуличи. Центр колхоза «Березина». Работают средняя школа (новое кирпичное здание построено в 1987 году), Дом культуры, библиотека, фельдшерско-акушерский пункт, аптека, отделение связи, детский сад, швейная мастерская, 2 магазина.
В состав Новомарковичского сельсовета входили (в настоящее время не существующие): до 1962 года усадьба Каменской МТС, до 1966 года деревня Микуличи, до 1967 года посёлок Витов, до 1971 года деревня Белая Ветка, до 1986 года деревня Закаров, до 1987 года деревни Ковалёвка и Калиновка.

## Население

### Численность
- 2004 год — 138 хозяйств, 100 жителя.

### Динамика
- 1925 год — 98 дворов.
- 1940 год — 112 дворов, 532 жителя.
- 1959 год — 399 жителей (согласно переписи).
- 2004 год — 138 хозяйств, 403 жителя.

## Культура
- Дом культуры
- Музей ГУО "Новомарковичский детский сад-средняя школа"

## Достопримечательность
- Памятник, установленный на  братской могиле, в которой  похоронено 288 воинов и партизан, погибших при освобождении района от немецко-фашистских захватчиков в 1943-1944 годах.